# Teresa Gisbert
Teresa Gisbert Carbonell (La Paz, Bolivia, 30 de noviembre de 1926-Ibidem, 19 de febrero de 2018) fue una investigadora, arquitecta, restauradora e historiadora boliviana.

## Biografía
Teresa Gisbert nació en la ciudad de La Paz el 30 de noviembre de 1926, hija de Rafael Gisbert y María Carbonell. Sus padres eran descendientes de una familia de habla catalana establecida en Bolivia en las primeras décadas del siglo XX. Su madre provenía de Barcelona y su padre fue parte de una familia de artesanos textiles de Alcoy, en la provincia de Alicante.
Realizó sus estudios primarios y secundarios en el colegio Santa Ana de su ciudad natal. Continuó con sus estudios superiores ingresando a la carrera de arquitectura de la Universidad Mayor de San Andrés, UMSA, a finales de la década de los años 40, en esta facultad fue una de las primeras mujeres, y muchas veces la única de su curso, entonces la carrera era cursada mayoritariamente por hombres. Se graduó en 1950, tras ello realizó estudios de Historia del Arte en España.
Luego de titularse como arquitecta, se casó con José de Mesa ese mismo año, el 21 de octubre de 1950. Tuvo cuatro hijos: Carlos, expresidente de Bolivia; Andrés, arquitecto; Isabel, escritora y Teresa Guiomar, artista.
A lo largo de su vida, Teresa y José, quienes desde entonces unirían su trabajo intelectual y de investigación, consiguieron reunir más de 15 mil volúmenes especializados en arte, arquitectura, antropología, crónicas y temas bolivianos.
Gisbert tuvo varios trabajos y artículos publicados en México, Perú, España, Ecuador y otros países.
Trabajó como investigadora en el Instituto de Arte del Consejo Superior de Investigaciones Científicas de Madrid en 1953.

## Docencia universitaria
A mediados de los 50, comenzó a dar clases en la UMSA, primero en la Facultad de Arquitectura y luego, en la Facultad de Filosofía y Letras en la carrera de Historia. Siendo expulsada, junto a José, de la UMSA por “hispanista” durante la revolución universitaria de 1970.
Desde 1966 Teresa enseñó también en la carrera de Historia de la facultad de Filosofía y Letras, siendo parte de la primera generación de docentes de la carrera, recientemente creada.

## Investigación y restauración
En 1958 Gisbert y Mesa obtuvieron la beca Guggenheim, gracias a lo cual tuvieron estancias en New York, México y Cuzco, Perú. La visita a este último dio lugar a su libro Historia de la pintura Cuzqueña.
En 1962 participó de un viaje de reconocimiento de todo el arte colonial alrededor del lago Titicaca en los lados peruano y boliviano.
Entre 1962 y 1966, junto a Mesa, restauró el edificio del Museo Nacional de Arte.
Desarrolló una amplia labor de investigación, lo que le valió, en 1965, con el trabajo Historia y Cultura Boliviana, ser incorporada como académica de número en la Academia Nacional de Ciencias de Bolivia. Fue la primera mujer en ser aceptada en la Academia.
En 1967 ella y Mesa recibieron por segunda vez la beca Guggenheim y pasaron un año en Europa, con base en Madrid, donde ocuparon el cargo honorario de agregados culturales de Bolivia en España. Gracias a esto consiguió profundizar en su teoría sobre el barroco mestizo.
Fue directora del Museo Nacional de Arte entre 1970 y 1976 y presidenta de la Sociedad Boliviana de Historia.

## Estudios sobre arte andino

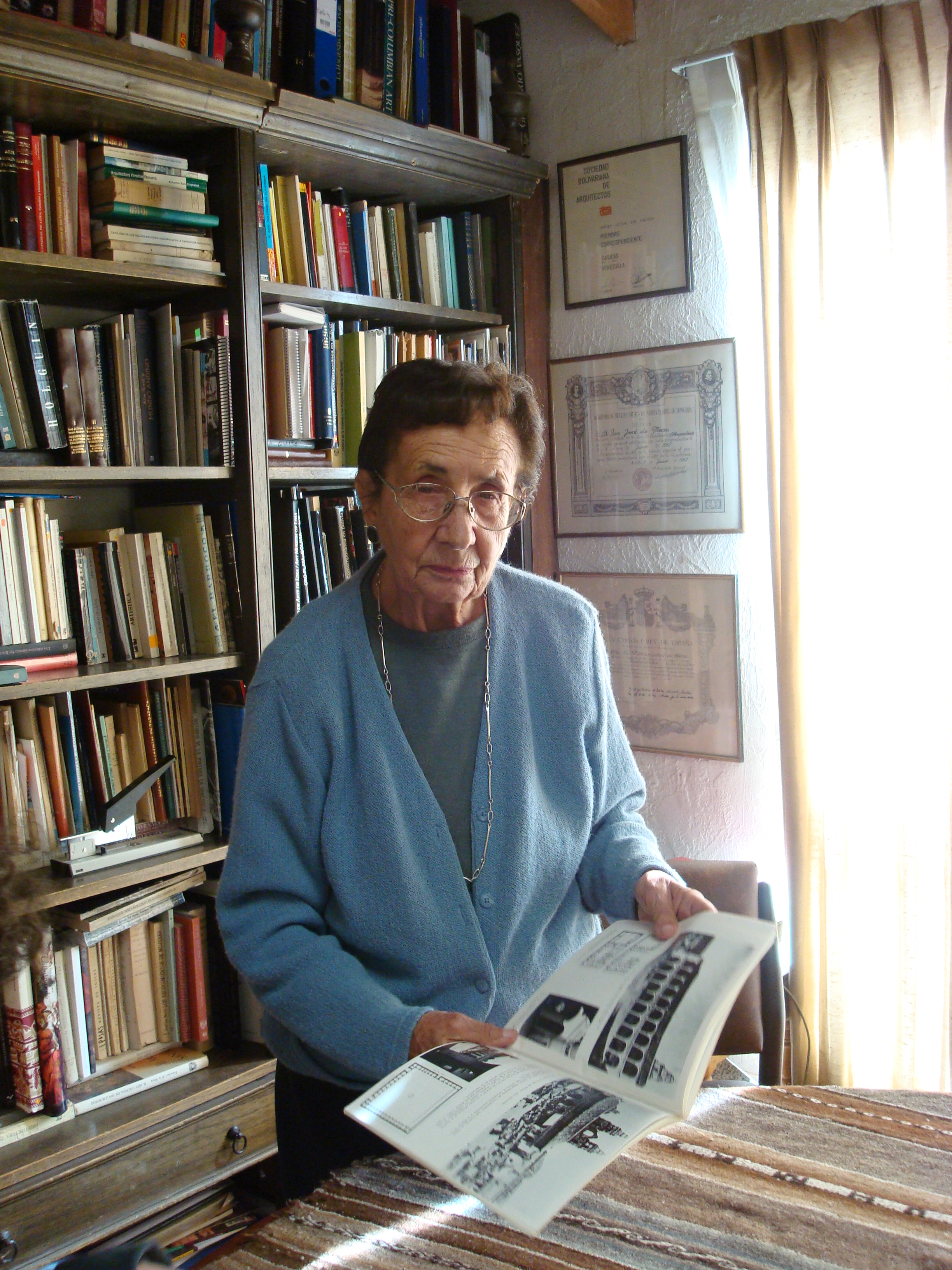
Teresa Gisbert en su biblioteca.

En 1994 fue invitada por The Getty Foundation para realizar estudios sobre arte andino.

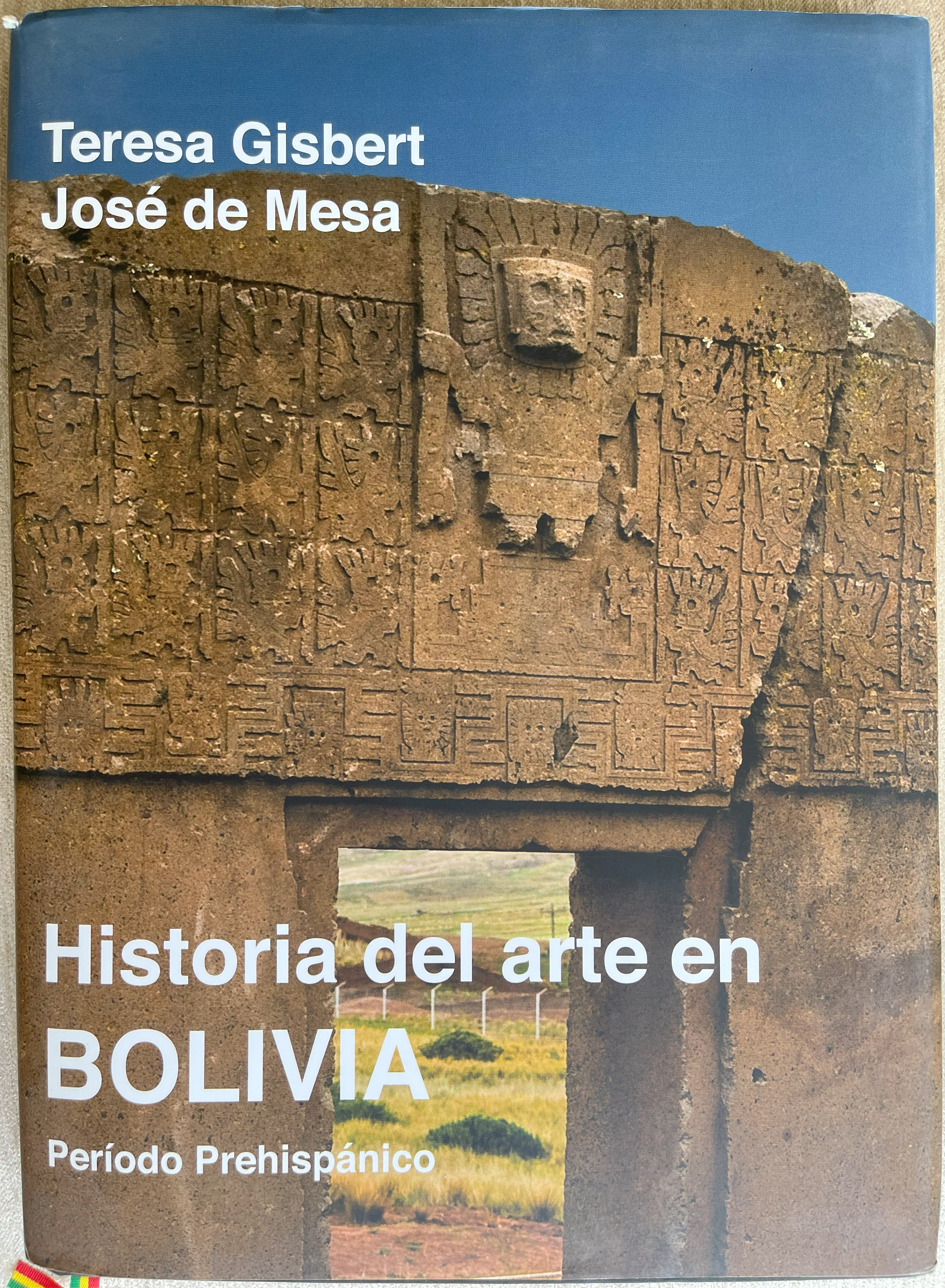
Libro de Historia del arte en Bolivia - Período Prehispánico.

La acumulación de sus años de trabajo dio lugar a la primera historia integral del Arte en Bolivia en 2012. Su obra permitió hacer la afirmación de que en tierras americanas, sobre todo en el área andina, el arte barroco tenía características propias, por lo que acuñaron el concepto de barroco mestizo, universalmente aceptado. Fueron maestros de una importante generación de historiadores del arte y restauradores de Bolivia, Perú y varios países de América Latina.
Sus obras individuales más importantes son: Iconografía y mitos indígenas en el arte, Arte textil y mundo andino y El paraíso de los pájaros parlantes. En ellos hizo una lectura revolucionaria de la importancia del arte indígena y colonial en la interpretación y reinterpretación de dos mundos superpuestos. Su lectura de la significación y puesta en valor de obras como de La Virgen Cerro o Santiago Illapa, permitieron comprender muchos de los enigmas del choque y agregación de dos culturas que construyeron la actual realidad del área andina.
Su trabajo de catalogación, registro e interpretación fue pionero en los Andes. Al respecto, Rossana Barragán menciona:

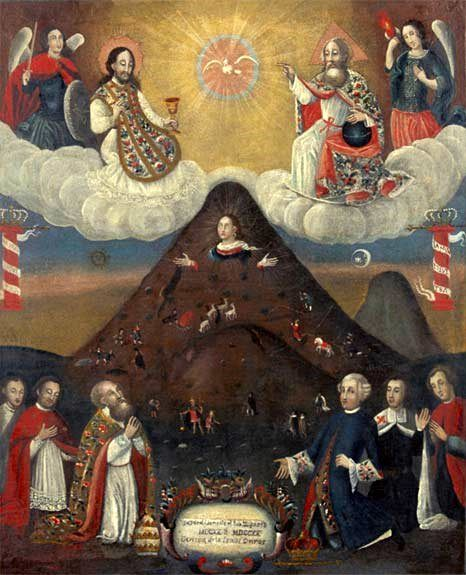
Virgen Cerro, imagen analizada por Gisbert.

La acumulación sistemática de conocimientos anclados en la tierra que habitaba, pero, vinculada al mundo, le permitieron ser  Voló reuniendo, de manera bastante pionera, las miradas y perspectivas de la historia del arte y del amplio campo visual y de la antropología, historia y etnohistoria. Su combinación de aproximaciones, que hoy nos parece natural, era bastante única para entonces y constituye sin duda uno de sus más sólidos pilares.
Falleció el 19 de febrero de 2018, a los 91 años de edad.

## Publicaciones
- Literatura virreinal en Bolivia (1968)
- Iconografía y mitos indígenas en el arte (1980)
- El Paraíso de los pájaros parlantes. La imagen del otro en la cultura andina (1999)
- Arte, Poder e Identidad (2016)

Con José de Mesa
- Holguín y la pintura virreinal en Bolivia (1956).
- Historia de la pintura Cuzqueña (1962).
- José Joaquín de Mora (1965).
- Museos de Bolivia (1969).
- Monumento de Bolivia (1970).
- Escultura virreinal en Bolivia (1972).
- La cultura en la época del Mariscal Santa Cruz (1976).
- Arquitectura andina (1985).
- El manierismo en los Andes (2005).
- Historia del arte en Bolivia (2012).

Trabajos en colaboración con otros autores
- Manual de historia de Bolivia, con José de Mesa y Humberto Vázquez Machicado (1958).
- Arte iberoamericano desde la colonización hasta la independencia, con José de Mesa y Santiago Sebastián (1985).
- Arte textil y mundo andino, con Martha Cajías y Silvia Arce ( 1987).
- Historia de Bolivia, con José de Mesa y Carlos de Mesa (1997).

## Condecoraciones y distinciones
- Segundo Premio de Literatura del Concurso de la H.A.M. de La Paz (1957)
- Medalla al Mérito, otorgada por el gobierno de España (1973)
- Orden de Isabel la Católica, otorgada por el gobierno de España (1975)
- Premio a la Cultura, otorgada por la Fundación Manuel Vicente Ballivián (1984)
- Condecoración de la Orden del Cóndor de los Andes, otorgado por el gobierno de Bolivia (1987)[10]
- Palmas de la Cultura, otorgadas por el gobierno de Francia (1989)
- Premio Nacional de Cultura de Bolivia (1995)
- Americanista Distinguida (Santiago de Chile) (2003)
- Orden El Sol del Perú en el grado de Gran Cruz (2004)
- Premio del Programa de Investigaciones Estratégicas en Bolivia (PIEB) a las Ciencias Sociales (2011)

## Legado
Junto a José de Mesa recopiló un acervo importante de documentos relacionados al arte e historia de Bolivia. La colección, de al menos 40.000 piezas entre libros, fotografías y obras de arte, tras la muerte de ambos fue donada por sus hijos en 2019 a la Fundación del Banco Central de Bolivia.